# Ліберті Тауншип (округ Бедфорд, Пенсільванія)
Ліберті Тауншип (англ. Liberty Township) — селище (англ. township) в США, в окрузі Бедфорд штату Пенсільванія. Населення — 1382 особи (2020).

## Демографія
Згідно з переписом 2010 року, у селищі мешкало 1368 осіб у 573 домогосподарствах у складі 409 родин. Було 665 помешкань
Расовий склад населення:
| - 98,9 % — білих - 0,1 % — корінних американців - 0,1 % — азіатів |

До двох чи більше рас належало 0,5 %. Частка іспаномовних становила 1,2 % від усіх жителів.
За віковим діапазоном населення розподілялося таким чином: 22,1 % — особи молодші 18 років, 59,1 % — особи у віці 18—64 років, 18,8 % — особи у віці 65 років та старші. Медіана віку мешканця становила 44,8 року. На 100 осіб жіночої статі у селищі припадало 97,7 чоловіків;  на 100 жінок у віці від 18 років та старших — 96,0 чоловіків також старших 18 років.
Середній дохід на одне домашнє господарство  становив 59 792 долари США (медіана — 50 714), а середній дохід на одну сім'ю — 67 260 доларів (медіана — 57 417). Медіана доходів становила 47 679 доларів для чоловіків та 32 404 долари для жінок. За межею бідності перебувало 4,0 % осіб, у тому числі 2,8 % дітей у віці до 18 років та 2,7 % осіб у віці 65 років та старших.
Цивільне працевлаштоване населення становило 644 особи. Основні галузі зайнятості: освіта, охорона здоров'я та соціальна допомога — 30,4 %, будівництво — 15,5 %, роздрібна торгівля — 10,4 %, виробництво — 8,7 %.